# Хилсдейл (тауншип, Миннесота)
Хилсдейл (англ. Hillsdale) — тауншип в округе Уинона, Миннесота, США. На 2000 год его население составило 945 человек.

## География
По данным Бюро переписи населения США площадь тауншипа составляет 41,6 км², из которых 41,6 км² занимает суша, а 0,1 км² — вода (0,12 %).

## Демография
По данным переписи населения 2000 года здесь находились 945 человек, 367 домохозяйств и 249 семей.  Плотность населения —  22,7 чел./км².  На территории тауншипа расположено 385 построек со средней плотностью 9,3 построек на один квадратный километр. Расовый состав населения: 96,51 % белых, 0,21 % афроамериканцев, 0,95 % азиатов, 0,32 % — других рас США и 2,01 % приходится на две или более других рас. Испанцы или латиноамериканцы любой расы составляли 1,59 % от популяции тауншипа.
Из 367 домохозяйств в 38,4 % воспитывались дети до 18 лет, в 45,5 % проживали супружеские пары, в 16,3 % проживали незамужние женщины и в 31,9 % домохозяйств проживали несемейные люди. 21,0 % домохозяйств состояли из одного человека, при том 4,1 % из — одиноких пожилых людей старше 65 лет. Средний размер домохозяйства — 2,57, а семьи — 3,00 человека.
30,4 % — населения младше 18 лет, 9,8 % — в возрасте от 18 до 24 лет, 34,6 % — от 25 до 44, 18,7 % — от 45 до 64, и 6,5 % — старше 65 лет. Средний возраст — 31 год. На каждые 100 женщин приходилось 101,9 мужчин.  На каждые 100 женщин старше 18 приходилось 99,4 мужчин.
Средний годовой доход домохозяйства составлял 33 750 долларов, а средний годовой доход семьи —  37 625 долларов. Средний доход мужчин —  25 444  доллара, в то время как у женщин — 22 337. Доход на душу населения составил 16 345 долларов. За чертой бедности находились 11,2 % семей и 13,3 % всего населения тауншипа, из которых 23,7 % младше 18 и 5,9 % старше 65 лет.